# Chunghwa Telecom

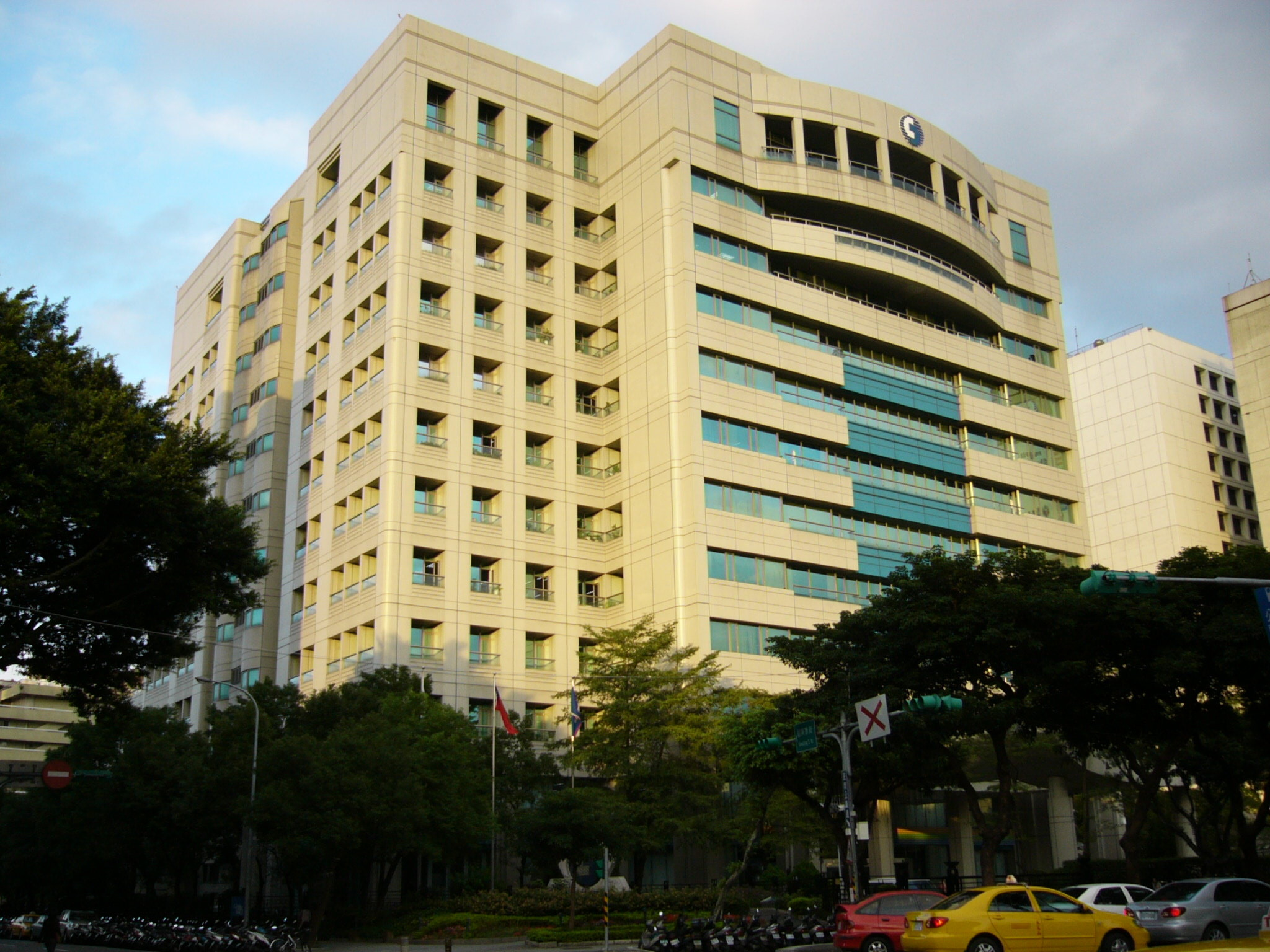
Unternehmenszentrale in Taipeh

Chunghwa Telecom Company, Ltd. (CHT, chinesisch 中華電信, Pinyin Zhōnghuá Diànxìn – „China Telekommunikation“) ist das größte Telekommunikationsunternehmen in der Republik China (Taiwan) und der etablierte Ortsnetzbetreiber für Telekommunikationsdienstleistungen. Chunghwa ist Taiwans größter Anbieter von Festnetzdiensten, Mobilfunkdiensten, Breitbandzugangsdiensten und Internetdiensten. Das Unternehmen bietet auch Informations- und Kommunikationstechnologiedienste für Firmenkunden an.

## Geschichte
Chunghwa Telecom wurde am 15. Juni 1996 als Unternehmen im Rahmen der Privatisierungsbemühungen der taiwanesischen Regierung gegründet. Davor wurde es über 100 Jahre lang als Geschäftseinheit der Generaldirektion für Telekommunikation betrieben.
Ab 1997 wurde der Mobilfunk-Markt in Taiwan dereguliert. Der bisherige Monopolist Chunghwa Telecom hatte Schwierigkeiten, sich auf die neue Wettbewerbssituation schnell genug einzustellen, und in der Folge fiel der Marktanteil des Unternehmens in diesem Sektor innerhalb von zwei Jahren von 100 % auf 25 %. Außerdem nutzten einige Kunden die neue IP-Telefonie, um kostenlos über das Internet zu telefonieren. Dies führte zu drastischen Erlöseinbußen bei Chunghwa Telecom. Im Jahr 2001 wurde auch der Markt für Festnetz-Telefonie dereguliert und drei privaten Unternehmen erhielten Marktlizenzen. Um dem Unternehmen mehr Handlungsspielraum zu gewähren, wurde ab dem Jahr 2000 ein Prozess der Privatisierung eingeleitet. Seit dem Verkauf von 17 % der Anteile am 12. August 2005 lag der Staatsanteil an Chunghwa Telecom bei unter 50 Prozent. Ab diesem Zeitpunkt konnte Chunghwa Telecom als Unternehmen der Privatwirtschaft gelten.
2000 wurde das Unternehmen am Taiwan Stock Exchange gelistet und seit 2003 ist es auch an der New York Stock Exchange gelistet.
Am 29. Mai 2014 hielt Chunghwa Telecom eine Pressekonferenz ab, um den Start der 4G LTE-Dienste am 30. Mai 2014 anzukündigen. Chunghwa Telecom startete Taiwans erstes 5G-Netz am 30. Juni 2020. Im Dezember 2020 erklärte das Unternehmen seine Absicht, in drei Seekabel, darunter das 10.500 km lange SJC2-Seekabel zwischen Singapur und Japan, zu investieren. Nach Unternehmensangaben hatte Chunghwa Telecom zu diesem Zeitpunkt weltweit Anteile an 27 Seekabeln, darunter zwölf, die in Taiwan anlandeten, sowie 57 Internet-Points of Presence (PoP) in 15 Ländern und acht Internet-Rechenzentren in Übersee.

## Anteilseigner
Im Jahr 2020 hielt das Taiwanische Transport- und Kommunikationsministerium 35,29 % der Anteile. Weitere 25,37 % wurden durch taiwanische Banken und taiwanische Pensionsfonds gehalten. Die restlichen 39,34 % befanden sich in Streubesitz.